# Corveissiat
Corveissiat ist eine französische Gemeinde mit 587 Einwohnern (Stand: 1. Januar 2022) im Département Ain in der Region Auvergne-Rhône-Alpes. Sie gehört zum Kanton Saint-Étienne-du-Bois im Arrondissement Bourg-en-Bresse.

## Geografie
Die Gemeinde Corveissiat liegt an der Grenze zum Département Jura, etwa 19 Kilometer ostnordöstlich von Bourg-en-Bresse im Revermont. Der Ain, in den hier der Valouse mündet, begrenzt die Gemeinde im Osten. Die angrenzenden Gemeinden sind Aromas im Norden, Thoirette-Coisia im Nordosten, Matafelon-Granges im Nordosten und Osten, Bolozon und Cize im Süden, Grand-Corent im Südwesten, Simandre-sur-Suran im Südwesten und Westen, Chavannes-sur-Suran im Westen und Nordwesten sowie Germagnat im Nordwesten.

## Bevölkerungsentwicklung
| Jahr                       | 1962 | 1968 | 1975 | 1982 | 1990 | 1999 | 2009 | 2021 |
| Einwohner                  | 468  | 448  | 411  | 438  | 437  | 469  | 582  | 596  |
| Quellen: Cassini und INSEE |      |      |      |      |      |      |      |      |

## Sehenswürdigkeiten
- Kirche Saint-Georges
- Kirche Sainte-Catherine im Ortsteil Armans
- Kirche Saint-Maurice aus dem 14. Jahrhundert im Ortsteil Saint-Maurice-d’Échazeaux, seit 1941 Monument historique
- Kapelle Saint-Joseph im Ortsteil Saint-Maurice-d’Échazeaux
- Burg Conflans aus dem 13. Jahrhundert
- Burgruine Arnans

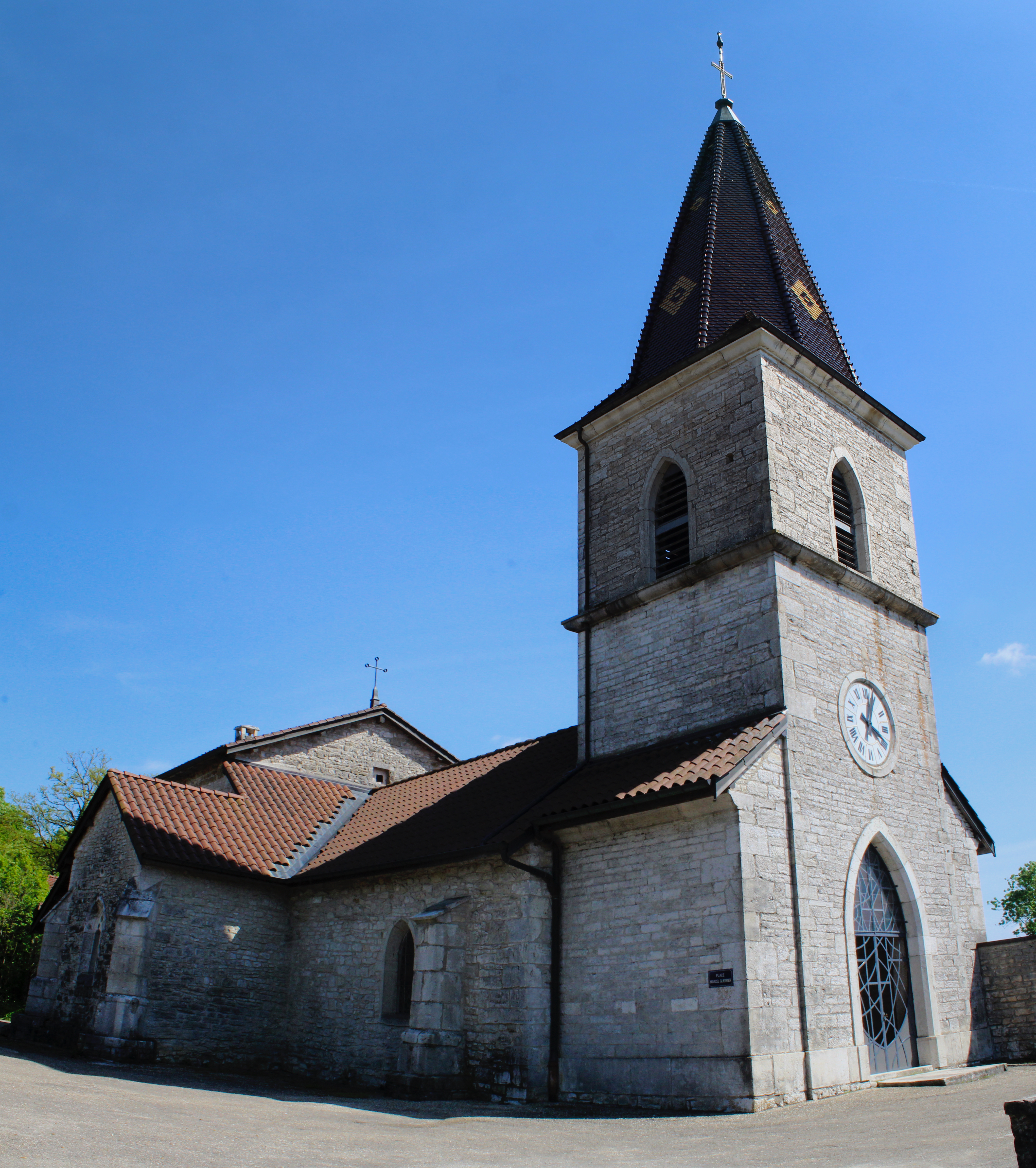
Kirche Saint-Georges
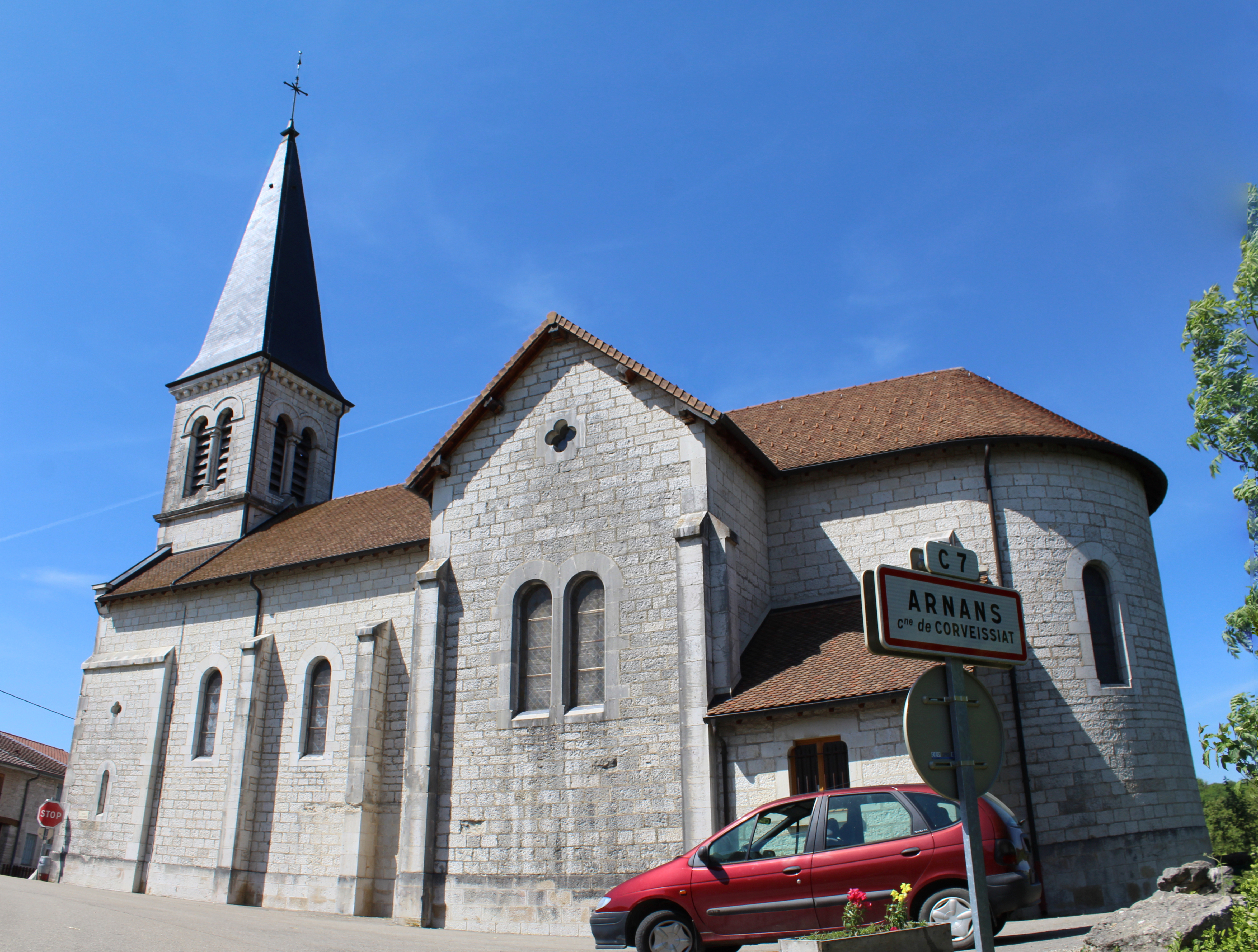
Kirche Sainte-Catherine
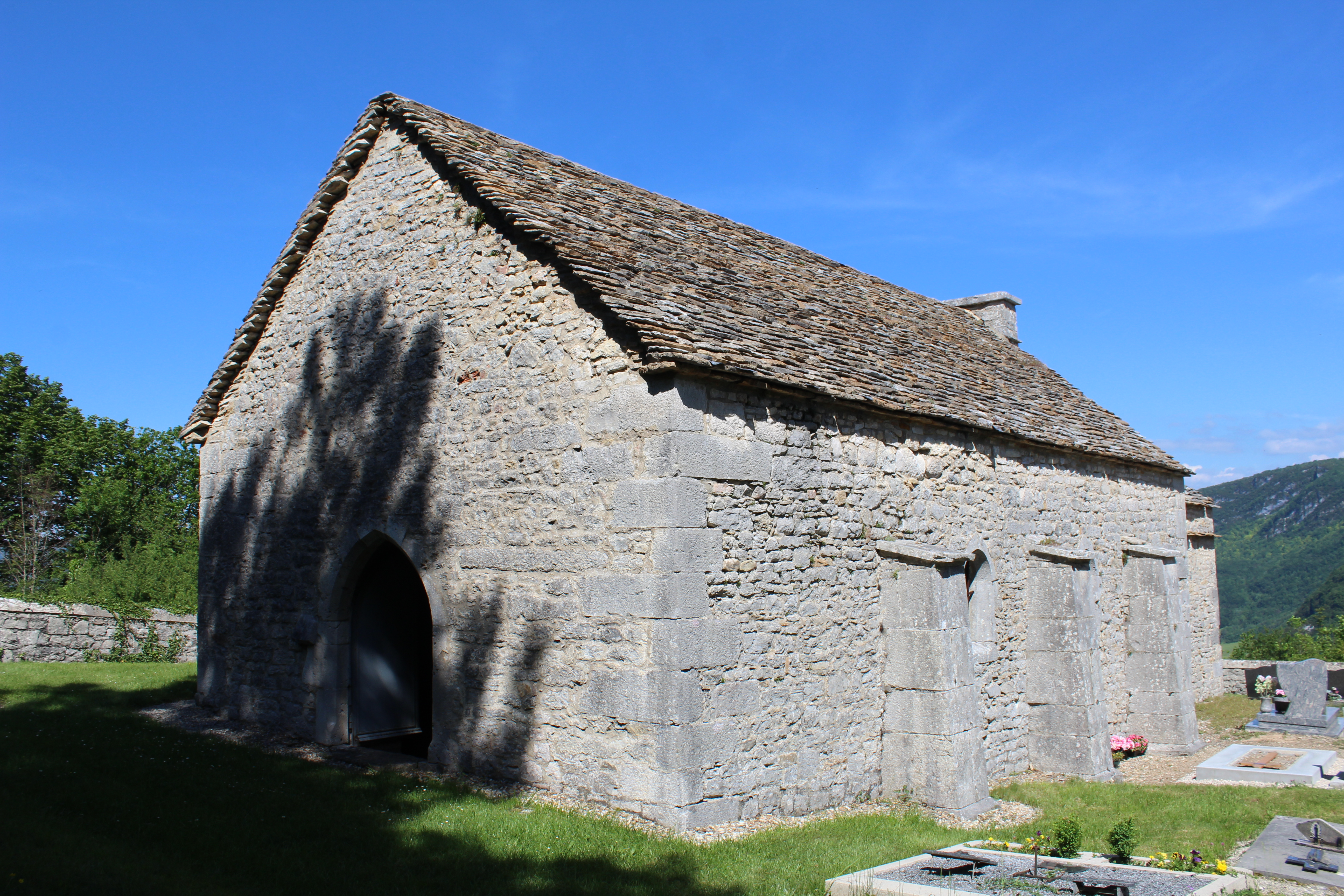
Kirche Saint-Maurice
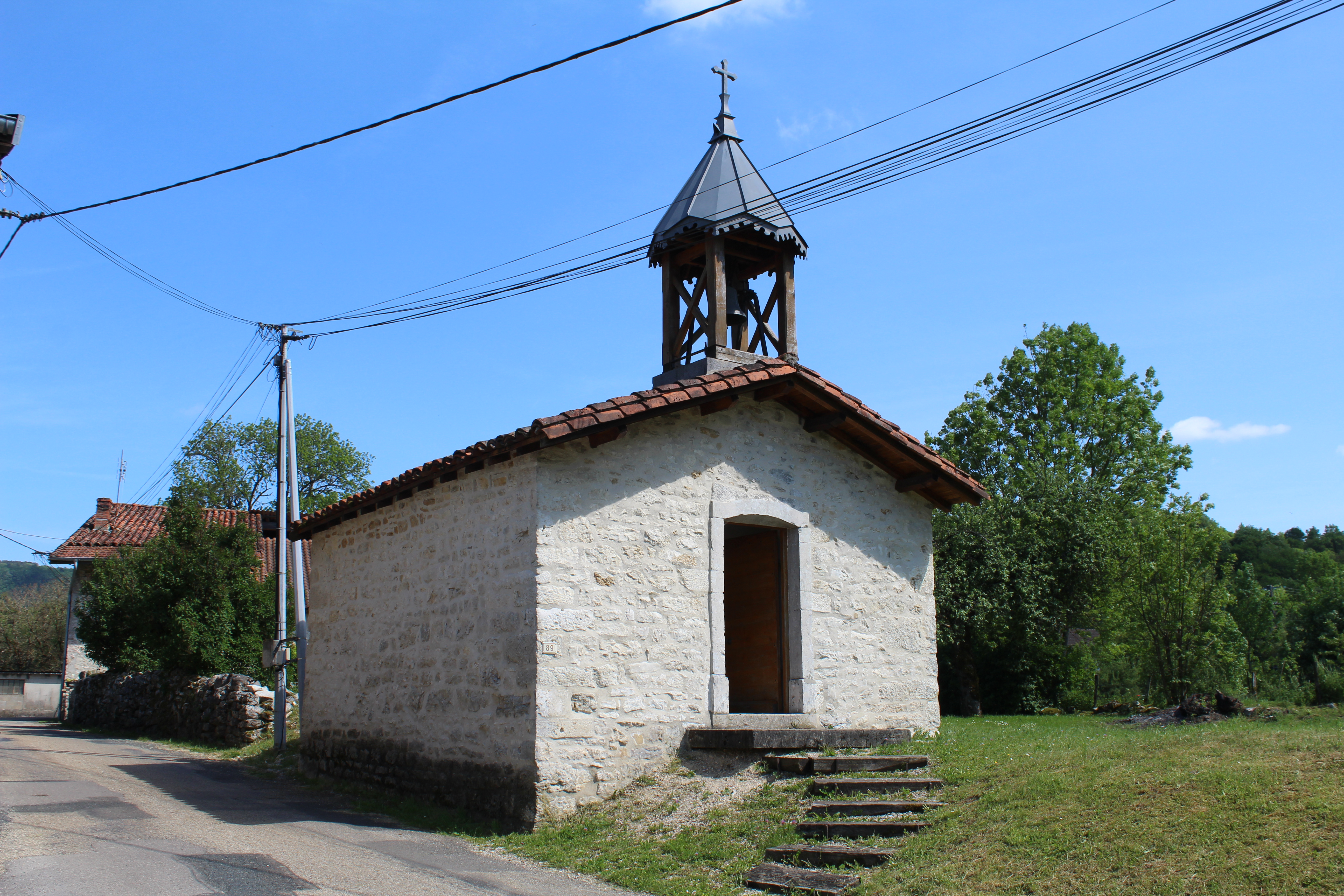
Kapelle Saint-Joseph
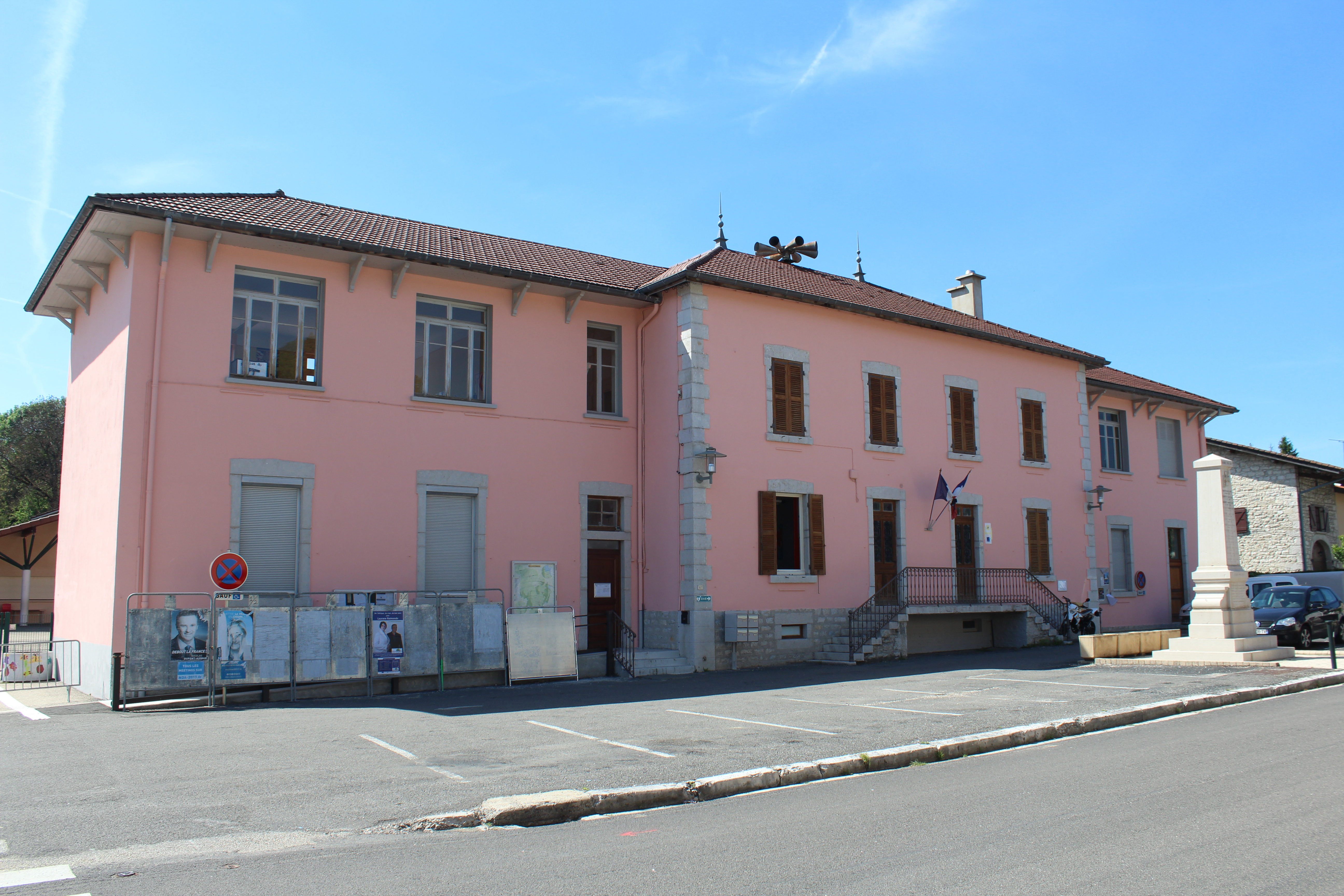
Rathaus (mairie)
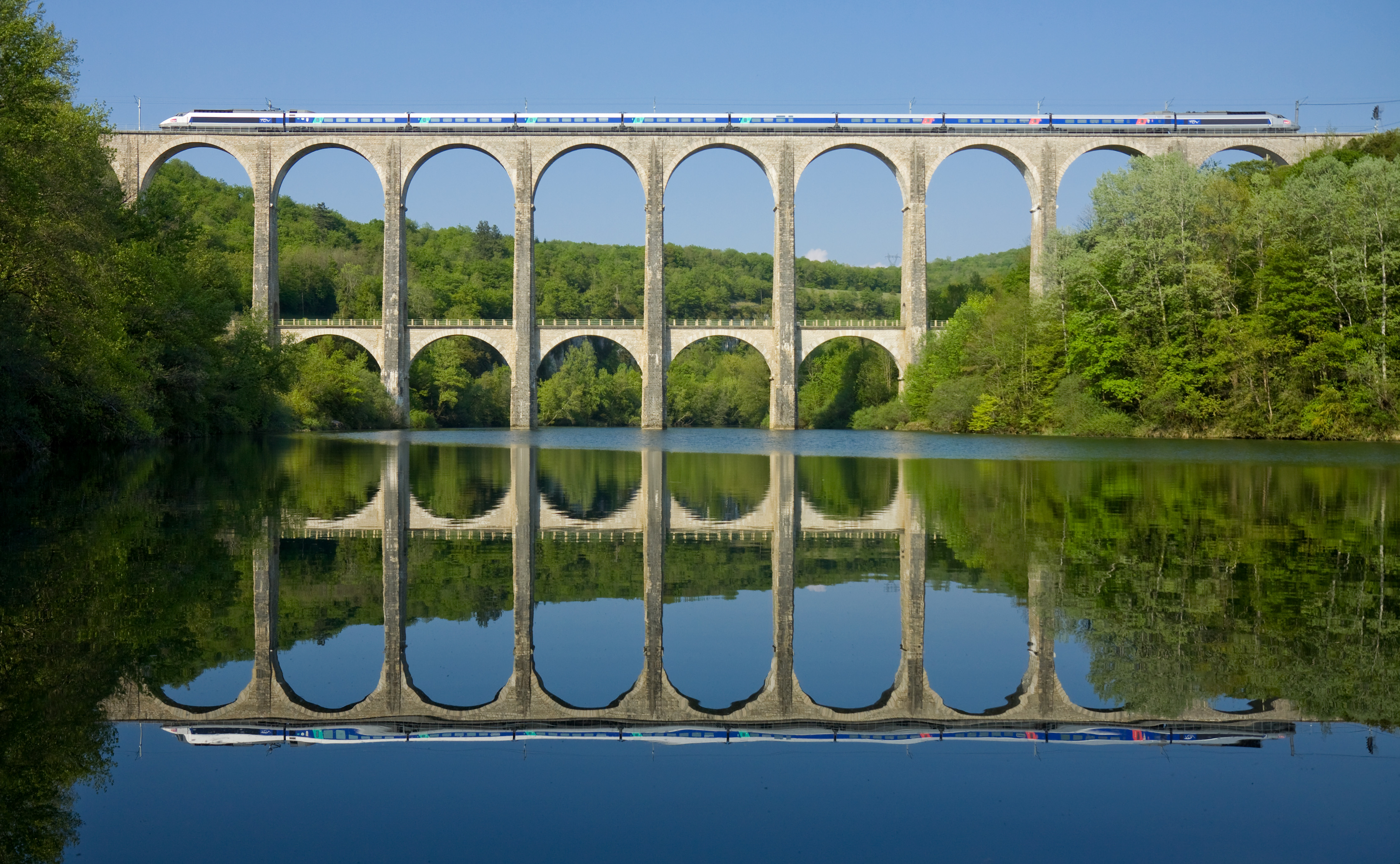
Brücke Cize – Bolozon
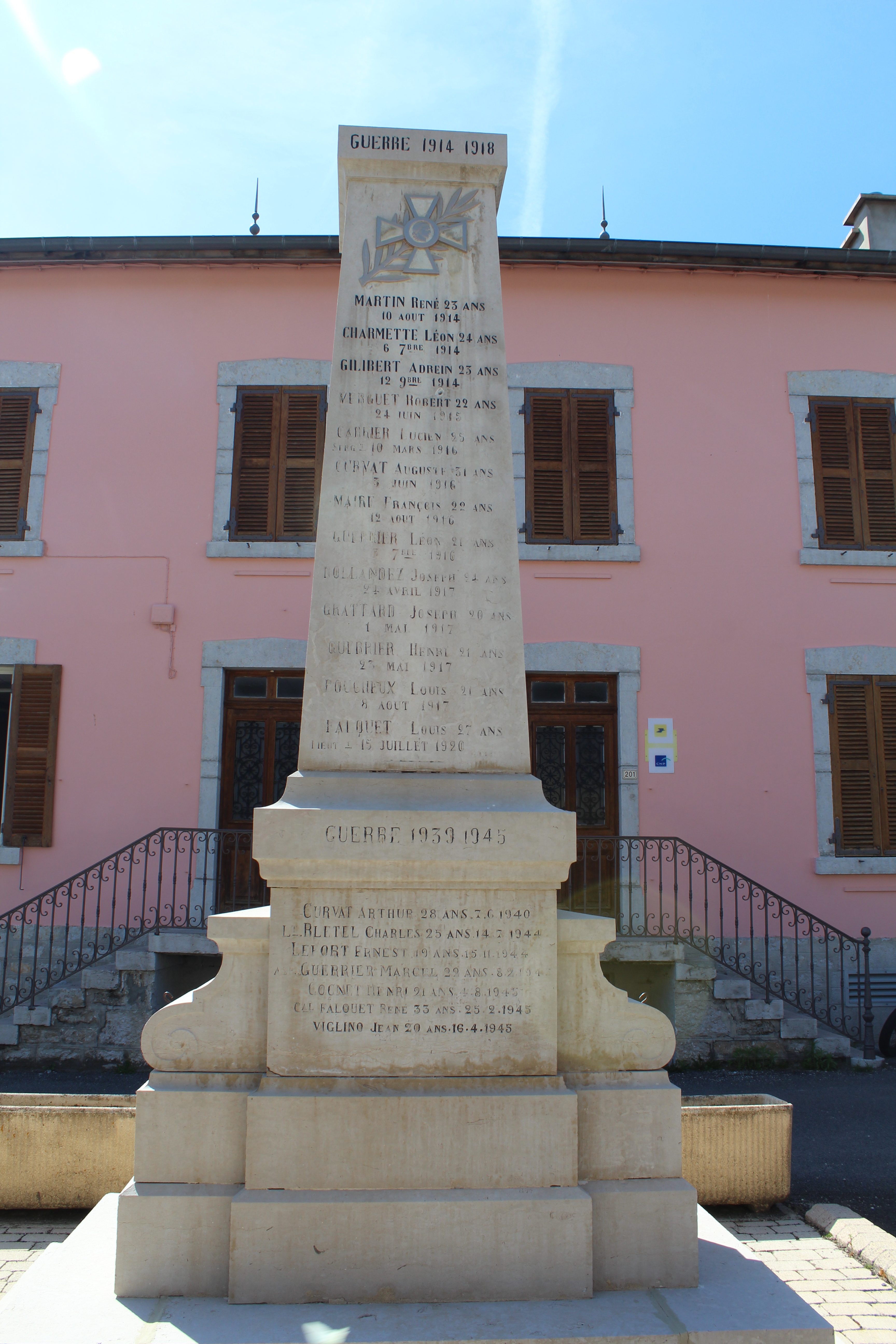
Gefallenendenkmal

## Persönlichkeiten
- Émile Écuyer (1881–1952), Leichtathlet (Speerwerfer) und Fahnenträger für Frankreich bei den Olympischen Spielen in Abntwerpen 1920